# Kicker (альбом Зеллы Дэй)
Kicker — дебютный студийный альбом певицы и автора песен Зеллы Дэй, выпущенный 2 июня 2015 года на лейблах Pinetop и Hollywood Records. Первый сингл «Hypnotic» был выпущен 27 февраля 2015. Следующий за ним сингл «High» был выпущен 1 мая 2015.

## Промо
23 сентября 2014 Зелла выпустила мини-альбом Zella Day, содержащий в себе 4 трека, которые впоследствии вошли на альбом.
Позже, 27 февраля 2015 Зелла, выпустив первый сингл «Hypnotic» с видеоклипом на него, официально анонсировала альбом, его обложку и трек-лист. Первые живые выступления были на таких фестивалях, как South by Southwest и Orlabi’s.
1 мая второй сингл «High» был выпущен на сервисах Spotify и Vevo.
Также треки с альбома использовались как саундтреки к таким фильмам и сериалам, как «Дневники Вампира» («Sweet Ophelia», «Hypnotic», «Compass»), «Приятный На Вид» («Hypnotic»), «Волчонок» («Mustang Kids»), «Милые Обманщицы» («Hypnotic»), «Любовницы» («Compass»), «И Грянул Шторм» («Compass»), «Кровь и Нефть» («Mustang Kids»), «Их Перепутали В Роддоме» («Hypnotic»), «Члены Королевской Семьи» («Hypnotic»), «So You Think You Can Dance» («Hypnotic»), «Catfish: The TV Show» («Compass»). Ремикс на песню «East of Eden» использовался в трейлере игры Assassin's Creed Chronicles: India.

## Список композиций
| №   | Название                          | Автор(ы)                                            | Длительность |
| --- | --------------------------------- | --------------------------------------------------- | ------------ |
| 1.  | «Jerome»                          | Зелла Дэй Керр, Ксанди Барри, Уолли Гейджл          | 3:32         |
| 2.  | «High»                            | Керр, Барри, Гейджл, Эрика Дрисколл                 | 3:38         |
| 3.  | «Ace of Hearts»                   | Керр, Барри, Гейджл, Густав Юнссон                  | 3:37         |
| 4.  | «1965»                            | Керр, Барри, Юнссон                                 | 3:38         |
| 5.  | «East of Eden»                    | Керр, Барри, Гейджл, Бонни Бейкер                   | 3:06         |
| 6.  | «Hypnotic»                        | Керр, Барри, Джеймс Бейли, Райан Огрен              | 2:56         |
| 7.  | «Mustang Kids» (featuring Baby E) | Керр, Барри, Гейджл, Итен Лоуэри, Александр Васкуиз | 3:02         |
| 8.  | «The Outlaw Josey Wales»          | Керр, Барри                                         | 3:08         |
| 9.  | «Jameson»                         | Керр                                                | 3:08         |
| 10. | «Shadow Preachers»                | Керр, Барри, Джулия Майклс                          | 2:37         |
| 11. | «Sweet Ophelia»                   | Керр, Барри, Гейджл                                 | 3:09         |
| 12. | «Compass»                         | Керр, Барри, Майклс                                 | 3:14         |